# جاهاکاگاما
جاهاکاگاما (به لاتین: Jahakagama) یک منطقهٔ مسکونی در سری‌لانکا است که در استان مرکزی (سری‌لانکا) واقع شده‌است.